# エティモニ・ティムアニ
エティモニ・ティムアニ（Etimoni Timuani、1991年10月14日 - ）はツバルのオールラウンダーのスポーツ選手で、陸上競技の短距離走者、プロのサッカー選手。その他、国内のバドミントンやラグビーのチームにも所属している。フナフティ出身。

2011年にツバルのサッカーとフットサルの代表に選出された。その後、陸上競技に転向。オリンピック陸上競技の標準記録に及ぶ選手のいなかった国に男女1名の参加を認める制度により代表に選出され、2016年のリオデジャネイロオリンピックの男子100mに初出場した。ティムアニはこの大会の全競技においてツバル唯一の代表選手で、開会式では旗手を務め、コーチら5人と共に入場行進した。

## 主な戦績
| 年   | 大会                   | 開催地           | 種目 | 順位         | 記録   | 備考       |
| ---- | ---------------------- | ---------------- | ---- | ------------ | ------ | ---------- |
| 2015 | 世界陸上競技選手権大会 | 北京             | 100m | 予備予選敗退 | 11秒72 | 自己ベスト |
| 2016 | オリンピック           | リオデジャネイロ | 100m | 予備予選敗退 | 11秒81 |            |

## 記録
| 種目 | 記録   | 年月日        | 場所 | 備考 |
| ---- | ------ | ------------- | ---- | ---- |
| 100m | 11秒72 | 2015年8月22日 | 北京 |      |